# Vrigstad
Vrigstad is een plaats in de gemeente Sävsjö in het landschap Småland en de provincie Jönköpings län in Zweden. De plaats heeft 1432 inwoners (2005) en een oppervlakte van 197 hectare.

## Verkeer en vervoer
Bij de plaats lopen de Riksväg 30 en Länsväg 127.